# 海鷗級飛彈快艇
海鷗級飛彈快艇是一款在1970年代後期，由中山科學研究院與中國造船公司（現名台灣國際造船公司）合作生產，在中華民國海軍服役的飛彈快艇，經過三十多年使用後，於2012年全數退役。

## 發展史
海鷗級飛彈快艇的基礎設計源自以色列航太開發的毒蜂級快速巡邏艇。1970年代台灣從以色列引進了天使一型飛彈，中山科學研究院參考其設計後開發出雄風一型反艦飛彈，因為飛彈快艇在1970年代在海軍先進國大行其道，所以中華民國海軍也有意發展可安裝雄一飛彈的快艇。設計天使飛彈的以色列航太，曾經在毒蜂級快艇上安裝兩枚天使飛彈進行測試，但以色列海軍沒有採用這種小型飛彈快艇。當年台灣缺乏軍用高速艇的技術，故此從以色列購買了兩艘毒蜂級快艇，在中山科學研究院協助下，中船公司（即現在的台灣國際造船公司）於高雄廠進行仿造，於1979年完成兩艘原型艇。1979年國府為提升國防，發起國人1人捐1元新台幣「支持國軍整軍經武」，當年募得款項有一部分被用作生產海鷗快艇的經費。
1979年5月16日以12艘海鷗級艇成立自強中隊，1979年11月16日自強中隊擴編成立海蛟大隊；隨著海鷗級新艇陸續完工成軍，1980年10月1日第二中隊成立；1981年3月16日第三中隊成立，1981年6月1日第四中隊成立，1981年8月1日第五中隊與支援中隊同時成立。海蛟大隊下的每一個快艇中隊都轄有兩個分隊（番號為一至十分隊），每分隊各轄5艘飛彈快艇。整個海蛟大隊共擁有48艘海鷗級、2艘以色列毒蜂級飛彈快艇。支援中隊下轄一至五分隊，每分隊各支援一個中隊之保養維修。海蛟大隊原尚轄有兩艘龍江級巡邏艇，但在1996年此二艦已撥歸131艦隊的212戰隊。海蛟大隊長為上校編階，中隊長為少校編階，海鷗級艇艇長則為上尉編階。
2007年光華六號飛彈快艇量產，海蛟大隊展開換裝。2012年7月1日，最後一批20艘海鷗飛彈快艇除役。

## 性能
海鷗級飛彈快艇採用鋁合金艇身，排水量47噸，艇身長75呎、寬18呎，至桅頂高22呎，吃水6.6呎。3部12汽缸MTU331TC92型柴油主機，單機輸出2,605匹軸馬力，三車雙舵，極速達36節，32節巡航速度之續航力為700浬。艇尾裝備一門國造T-75 20毫米機砲（1994年後方陸續加裝），以及兩具雄風一型反艦飛彈發射箱，艦橋兩側尚裝配有兩挺12.7公釐機槍及4管AV-2干擾火箭發射器。射控系統為中科院的海鷗二型射控系統（使用中科院的SPG-21射控雷達），並有Mk35Mod3光學指揮儀，供飛彈在發射升空後進入雷達導引階段前的初期光學導引階段下使用。
海鷗級的設計源自以色列毒蜂級，排水量不足50噸，雖然航速高，但較經不起風浪，其原始設計是在相對西太平洋封閉及風平浪靜的地中海及紅海水域操作，毒蜂級在以色列海軍屬於高速巡邏艇，同樣由以色列航太開發的天使飛彈是一款較小型的反艦飛彈，以色列航太曾經向以色列海軍提議在毒蜂級加裝這種飛彈，但以色列海軍認為毒蜂級的船體太小，不適合作為飛彈載台。台灣海鷗級與以色列毒蜂級的船體大小及結構大致相同，但台灣作為飛彈載台，在海鷗級上安裝兩個雄風一型飛彈發射箱，然而台灣的操作環境卻比以色列惡劣得多。由於台灣位處西太平洋颱風帶，夏季有颱風吹襲，冬季則有強烈季風，台灣周邊海域風浪大，海鷗級在後甲板上裝有兩枚雄風一型飛彈，又要加裝配合飛彈使用的射控設備，艇身的重心比原本的毒蜂級高，耐波性不及毒蜂級，在風浪下顛簸的幅度也較大，操作人員更易疲勞，不利維持戰力，在颱風侵襲下甚至不能出海。另一缺點是毒蜂級的航程本來就較短，以色列海軍只將毒蜂級用作沿岸巡邏艇，台灣海鷗級則要在大風浪的海域操作，艇身要承受更大的浪擊及風阻，動力損耗也較大，在實際操作中不易跑出原設計的航速，航程也比在風平浪靜的地中海短，只能在靠近根據地的港灣執行任務，也使敵方容易掌握海鷗級的攻擊路徑及採取反制措施。由於台灣風浪大，艇身更容易出現金屬疲勞，維護成本也較高。
因為雄風一型飛彈的性能限制，所以海鷗艇的戰鬥存活性亦受到關注。雄風一型飛彈和以色列較早期的天使一型和二型相同，都是採用雷達半主動導向，雄風一型射程不過40公里，沒有超視距攻擊的能力。當海鷗艇發射雄一飛彈後，飛彈操作員需要持續使用光學指揮儀追瞄目標，使射控雷達能夠持續照射敵艦，直至飛彈命中目標為止，射控雷達對敵艦的照射一旦發生中斷，雄一飛彈便會失去方向，所以海鷗艇不能射了就跑。雄一飛彈缺乏自動化的導向能力，極依賴熟練的人員全程操控，而且射控系統每次只能導控一枚飛彈。雄一飛彈的有效射程短，受導引方式局限，只能夠攻擊在視線範圍內的目標。因為海鷗艇缺乏自衛火力，海鷗艇在發射雄一飛彈時可能已要冒著敵火，為了飛彈能夠命中目標，艇上的雷達必須持續照射敵艦，期間海鷗艇不能採取大幅度的機動迴避敵火，所以在挨打下將會陷入被重創也要繼續攻擊，還是放棄攻擊立即撤離的困境。當具備長距離攻擊能力的雄風二型反艦飛彈測試成功後，海軍便規劃開發光六飛彈艇，將海鷗艇全數淘汰。

## 編制
海鷗級艇編制乘員軍官2人、士官6人（分別是上尉艇長、中尉副艇長、飛彈士官長、油機士官長、飛彈士、電子士、雷達士、電機士）。海鷗級艇是大部份海軍官校畢業生第一次擔任艦艇主官的資歷，畢業後約4～5年即可當上艇長。 
海鷗級艇只有編號而無艇名，編號至"59"號，中間扣除傳統禁忌的4、13、22、31、40等號。本級艇最初是稱做「FAB」，並將「FAB-XX」的編號以牌子懸掛在艦橋後方的兩側；後改稱「FABG-XX」，並將編號以極小的反白字漆於艇艏，另將單獨阿拉伯數字編號的大字漆於艇尾；水線部份則是漆成紅色。

## 任務
海鷗級艇除了駐守各軍港基地擔任快速打擊部隊外亦分駐在各漁港協助巡防工作，駐守澎湖的第三中隊尚且擔任反快艇操演的「假想敵中隊」。除自製的海鷗級外，海蛟大隊尚有兩艘以色列製的毒蜂級飛彈快艇（FABG-5與FABG-6，主桅為較低的A字型）。因當初中科院在仿製過程當中曾發生問題，所以引進兩艘原裝貨回來研究便留下服役，時至今日兩艘毒蜂級都已除役。 
此外，海鷗級的兩艘中科院原型艇並未真正服役（原型艇的主桅是方柱型，與量產艇的格架型桅桿不一樣；並且飛彈發射箱的位置也比較靠近艇尾）。 
由於當初採用鋁合金材質，服役已久海鷗級的艇身已經出現無法修補的金屬疲勞，艦身壽限問題海蛟大隊面臨換裝壓力。目前取代海鷗級的新船為2009年開始服役的光華六號飛彈快艇，已於2011年12月2日完成，全面汰換現有服役逾20年的50噸級、海鷗級飛彈快艇3個中隊，原有海鷗級飛彈快艇2個中隊共20艘，則於2012年6月28日除役。

## 匿蹤測試
2011年，53號與59號艇參與中科院匿蹤測試實驗，53號艇為測試艇，艇身塗上吸波塗料，機槍、雄一飛彈與船艙儀器用吸波布料蓋住，雷達另經處理；59號艇未改良，為對照組。二艘快艇同日海上測試，先是由海軍陸基雷達站觀測二艇的雷達軌跡，當雷達從船艉掃描時，測試艇比對照組提早一半時間從螢幕上消失。當雷達改從船艏掃描，測試艇比對照組更晚出現在雷達幕上，而且時有時無，無法確定是否有船。 
接下來由另一艘較大型軍艦從海上對二艘快艇測試，當二艇航行接近大船時，對照組在10公里外就被找到，測試艇直到肉眼目視距離，才被雷達發現；接著兩艇航行遠離大船，當肉眼還可勉強辨識時，測試艇已從螢幕上消失，對照組到了10公里外，卻依然清晰可見。

## 艇名由來
當時負責飛彈快艇研發專案的蔣小堃透露海鷗飛彈快艇命名的由來，當時案子呈到國防部時並沒有命名，但國防部認為可以執行的案子，一定要有一個專案名稱，並打電話問他。由於當時辦公室外的閱覽室有一本小說《天地一沙鷗》，剛好被他看到，他就回說用「海鷗」好了，立刻獲國防部長官同意而成為專案名稱。

## 意外事件
- 1998年7月11日18:00，FABG-46飛彈快艇與其它3艘快艇在澎湖縣湖西鄉龍門村外海東方約2浬處操演時觸礁進水半沉，漁船及保七總隊警艇救起13名官兵。[5]
- 2008年10月17日，FABG-3飛彈快艇在海軍基隆後勤支援指揮部的乾船塢內完成例行性檢修，駛離乾船塢時，未注意航道上原有的用以固定乾船塢的鋼纜，導致該艇頂端的雷達被鋼纜扯斷、墜入海中；海軍司令部隨即要求該艇立即進塢修護，並在最短時間內安裝新雷達。當時中華民國國防部軍事發言人池玉蘭少將說，該事件完全是人為疏失所致，國防部已要求海軍檢討，並依規定議處相關失職官員。當時海蛟大隊大隊長何光偉遭記過並調離現職。海軍官員說，該艇進塢時沒碰撞鋼纜，出塢時卻碰撞鋼纜，是因為潮差與人為疏失所致[6]。

## 相關規格
| 編號    | 交船日期 | 服役日期 | 除役日期       | 備註                                                                                          |
| ------- | -------- | -------- | -------------- | --------------------------------------------------------------------------------------------- |
| FABG-1  | 1979年   | 1979年   | 1994年         | 原型艇、於1994年11月6日以裝櫃海運方式贈送給巴拉圭                                             |
| FABG-2  | 1979年   | 1979年   | 1994年         | 原型艇、於1994年11月6日以裝櫃海運方式贈送給巴拉圭                                             |
| FABG-3  | 1979年   | 1979年   | 2010年11月29日 | 量產艇、已除役                                                                                |
| FABG-5  |          |          | 2003年10月1日  | 毒蜂級、已除役                                                                                |
| FABG-6  |          |          |                | 毒蜂級、已除役                                                                                |
| FABG-7  | 1979年   | 1979年   | 2007年         | 量產艇、編號改為FPB1後，於2009年5月7日以裝櫃海運方式贈送給甘比亞                              |
| FABG-8  | 1979年   | 1979年   |                | 量產艇、已除役                                                                                |
| FABG-9  | 1979年   | 1979年   |                | 量產艇、已除役                                                                                |
| FABG-10 | 1979年   | 1979年   | 2012年6月28日  | 量產艇、已除役                                                                                |
| FABG-11 | 1979年   | 1979年   | 2007年         | 量產艇、編號改為FPB2後，於2009年5月7日以裝櫃海運方式贈送給甘比亞                              |
| FABG-12 | 1979年   | 1979年   |                | 量產艇、已除役                                                                                |
| FABG-14 | 1979年   | 1979年   |                | 量產艇、已除役                                                                                |
| FABG-15 | 1979年   | 1979年   |                | 量產艇、已除役                                                                                |
| FABG-16 | 1979年   | 1979年   |                | 量產艇、已除役                                                                                |
| FABG-17 | 1979年   | 1979年   |                | 量產艇、已除役                                                                                |
| FABG-18 |          |          |                | 量產艇、已除役                                                                                |
| FABG-19 |          |          |                | 量產艇、已除役                                                                                |
| FABG-20 |          |          |                | 量產艇、已除役                                                                                |
| FABG-21 |          |          |                | 量產艇、已除役                                                                                |
| FABG-23 |          |          |                | 量產艇、已除役                                                                                |
| FABG-24 |          |          |                | 量產艇、已除役                                                                                |
| FABG-25 |          |          |                | 量產艇、已除役                                                                                |
| FABG-26 |          |          |                | 量產艇、已除役                                                                                |
| FABG-27 |          |          |                | 量產艇、已除役                                                                                |
| FABG-28 |          |          |                | 量產艇、已除役                                                                                |
| FABG-29 |          |          | 2007年         | 量產艇、編號改為FPB3後，於2009年5月7日以裝櫃海運方式贈送給甘比亞                              |
| FABG-30 |          |          |                | 量產艇、已除役                                                                                |
| FABG-32 |          |          | 2007年         | 量產艇、雄風飛彈戰系拆予錦江號巡邏艦 編號改為FPB4後，於2009年5月7日以裝櫃海運方式贈送給甘比亞 |
| FABG-33 |          |          |                | 量產艇、已除役                                                                                |
| FABG-34 |          |          |                | 量產艇、已除役                                                                                |
| FABG-35 |          |          |                | 量產艇、已除役                                                                                |
| FABG-36 |          |          |                | 量產艇、已除役                                                                                |
| FABG-37 | 1981年   | 1981年   |                | 量產艇、已除役                                                                                |
| FABG-38 | 1981年   | 1981年   |                | 量產艇、已除役                                                                                |
| FABG-39 | 1981年   | 1981年   |                | 量產艇、已除役                                                                                |
| FABG-41 | 1981年   | 1981年   |                | 量產艇、已除役                                                                                |
| FABG-42 | 1981年   | 1981年   |                | 量產艇、已除役                                                                                |
| FABG-43 | 1981年   | 1981年   |                | 量產艇、已除役                                                                                |
| FABG-44 | 1981年   | 1981年   |                | 量產艇、已除役                                                                                |
| FABG-45 | 1981年   | 1981年   |                | 量產艇、已除役                                                                                |
| FABG-46 | 1981年   | 1981年   |                | 量產艇、已除役                                                                                |
| FABG-47 | 1981年   | 1981年   |                | 量產艇、已除役                                                                                |
| FABG-48 | 1981年   | 1981年   |                | 量產艇、已除役                                                                                |
| FABG-49 | 1981年   | 1981年   |                | 量產艇、已除役                                                                                |
| FABG-50 | 1981年   | 1981年   |                | 量產艇、已除役                                                                                |
| FABG-51 | 1981年   | 1981年   |                | 量產艇、已除役                                                                                |
| FABG-52 | 1981年   | 1981年   |                | 量產艇、已除役                                                                                |
| FABG-53 | 1981年   | 1981年   |                | 量產艇、已除役                                                                                |
| FABG-54 | 1981年   | 1981年   |                | 量產艇、已除役                                                                                |
| FABG-55 | 1981年   | 1981年   |                | 量產艇、已除役                                                                                |
| FABG-56 | 1981年   | 1981年   |                | 量產艇、已除役                                                                                |
| FABG-57 | 1981年   | 1981年   |                | 量產艇、已除役                                                                                |
| FABG-58 | 1981年   | 1981年   |                | 量產艇、已除役                                                                                |
| FABG-59 | 1981年   | 1981年   |                | 量產艇、已除役                                                                                |